# Edificio del Hotel La Bolsa
El edificio del Hotel la Bolsa es un edificio ubicado en Iquique, Chile. Fue declarado Monumento Histórico por el decreto supremo  138 del 2 de mayo de 1991. 
Fue construido a fines del siglo XIX, en madera de pino oregón importado; evidencia las características arquitectónicas del periodo de construcción en un sector que, en dicha época, conformaba un barrio en que predominaba el comercio. La empresa Aguas Nuevas S.A. adquirió el inmueble el 10 de julio de 2006 y decidió restaurarlo como casa matriz de su filial, siendo hoy la actual Sede Inacap (Aguas del Altiplano).

## Historia

### La sede y sus propietarios en el tiempo
Los antecedentes que se encontraron sobre el sitio donde hoy se ubica la casa matriz, se remontan a los primeros años de la administración chilena del puerto de Iquique.
El edificio se ubica en el lado poniente de la calle Aníbal Pinto, entre las calles Bolívar y San Martín, en el sector del puerto. Fue declarado Monumento Nacional por el Decreto N.º 138 del 2 de mayo de 1991.
La propiedad, según las primeras documentaciones del Conservador de Bienes Raíces de Iquique depositadas en el Archivo Nacional de Chile, se encontraba dividida en cuatro terrenos que fueron vendidos por distintas personas.

#### Carlos Wilson
El primer terreno fue adquirido el 10 de septiembre de 1884 por Carlos Wilson, conocido en el mundo de la pampa por sus investigaciones en el uso de la energía solar. Se publicaron avisos en el diario La industria y se fijaron carteles en dicha oficina. Los deslindes de esta propiedad eran los siguientes: por el norte con la posesión de Alfonso Paniagua y de José Morales, por el oriente calle de Aníbal Pinto, por el sur calle de San Martín y por el poniente propiedad de doña Manuela Albarracín.
Acorde a los antecedentes del decreto que declara a esta construcción como Monumento Nacional, se establece que «el edificio fue construido en 1891 sobre las ruinas que quedaron luego del Combate de la Aduana, que se desarrolló para la revolución de ese año los días 19 y 20 de febrero de 1891». La plaza de la Aduana y sus alrededores estaban ocupados por tropas congresistas que se defendían del avance de las tropas gobiernistas.
Como consecuencia del intenso combate se produjeron varios incendios, dejando parte del sector en ruinas. Uno de los inmuebles que quedó destruido fue el Hotel La Bolsa que fue antecesor al edificio que actualmente ocupa la sede de Aguas del Altiplano. Según Dimas Filgueras en Historia de las Compañías de Bomberos de Iquique, publicada en 1888, el hotel era uno de los principales edificios de la ciudad ya que contaba con una excelente ubicación justo frente al puerto. En la misma calle, al lado del hotel, funcionaba una Notaría Pública, y al frente, en la misma calle Aníbal Pinto, lo hacía The Old American Saloon y el restaurante 21 de Mayo, los que fueron destruidos durante el combate de la Aduana.

#### Antonio Viera-Gallo
El 10 de mayo de 1905, los terrenos donde se encuentra el edificio fueron adjudicados por el Juzgados de Letras de Chile a Antonio Viera-Gallo, quien era un connotado abogado de diversas empresas comerciales y salitreras de la época.
El edificio, según informaciones del arquitecto Luis Alberto Darraidu, quien se encuentra actualmente a cargo de la restauración, correspondería a dos casas, una de las cuales habría funcionado como hotel. La investigación histórica e iconográfica confirma la existencia del edificio en 1907, donde funcionaba el Gran Salón Americano. El aviso aparecido en La Guía Administrativa Industrial y Comercial de Tarapacá y Antofagasta, publicada por Domingo Silva ese mismo año, lo confirma al publicar un aviso del Restaurant Gran Salón Americano, ubicado en la Calle Aníbal Pinto esquina Bolívar. De igual forma, una fotografía de la época permite identificar el mismo edificio que hoy ocupa la sede Aguas del Altiplano. Siendo el dueño Don Antonio Viera-Gallo se deduce que al menos una de las casas la arrendaba al dueño del restorán Luis Sorbini.

#### Propietarios durante los siglosXXyXXI
El 28 de agosto de 1922, la propiedad es heredada por la sucesión de Antonio Viera-Gallo, la cual vende parte de la propiedad a la Compañía Sudamericana de Vapores. Posteriormente esta compañía vendió la propiedad a la Sociedad Anónima Marítima Chilena el 7 de febrero de 1941.
El 29 de abril de 1949, la Sociedad Marítima de Chile vendió, cedió y transfirió en pública subasta a la Sociedad Chilena de Fertilizantes Limitada, la propiedad raíz de calle Aníbal Pinto de esta ciudad, entre las calles Bolívar y San Martín. El precio de venta fue de trescientos noventa mil pesos.
El 21 de agosto de 1979, la propiedad fue transferida al dominio del Instituto Nacional de Capacitación Profesional, Inacap. Durante este período el edificio es declarado monumento nacional.
El 10 de julio de 2006, la casa fue adquirida por Aguas Nuevas S.A., iniciando el año 2007 la restauración de la propiedad.

### Monumento Nacional
La ciudad portuaria de Iquique, ubicada en la región de Tarapacá, posee diversos espacios e hitos culturales que proporciona tanto a los habitantes como a sus turistas aumentar su acervo cultural, con respecto a materias históricas, arquitectónicas y socioculturales, tanto locales como nacionales.
Uno de estos espacios es el puerto, caracterizado por numerosos edificios y espacios que poseen distintos valores que trascienden a sus características físicas respectivas. En el puerto sobresale el edificio de la sede patrimonial Inacap.
El valor cultural del edificio de la sede patrimonial Inacap reside en que fue construido posterior a la guerra civil chilena de 1891, en la cual se enfrentaron los partidarios del presidencialismo contra los partidarios del parlamentarismo. Su construcción fue llevada a cabo sobre los escombros del Combate de la Aduana de Iquique, combate decisivo para la victoria de los partidarios del parlamentarismo, además fue una de las primeras obras realizadas en Iquique por los parlamentaristas.
El edificio posee características que reflejan numerosos elementos atingentes al coraje y pensamiento parlamentarista de la época, como la misma función de hotel que se le dio en un comienzo. Hospedándose en sus habitaciones visitantes provenientes de distintas partes del mundo y de esta forma promoviendo el intercambio con otros países.
El edificio contribuye y conforma a la memoria, identidad, cohesión social y riqueza de Iquique y del país. Contando por ello con el reconocimiento de Monumento Nacional en 1991.

"Declárase Monumento Histórico el edificio ubicado en la ciudad de Iquique, emplazado con frente a las calles Aníbal Pinto, Boltuar y San Martín en el sector del Puerto, actual sede de INACAP en esa ciudad."

Actualmente, el edificio realiza visitas guiadas para quienes busquen ilustrarse en estos temas gracias a un proyecto de restauración aprobado en 1999. Además, su administración y tenencia está en manos de la empresa Aguas Altiplano SA.

## Edificio

### Arquitectura
La actual sede de Aguas Nuevas corresponde a un edificio de dos pisos, con fachada dura (sin veranda) y proyectado con el sistema constructivo balloon frame. La planta posee una forma rectangular y está ubicada en el extremo oeste de la manzana. El aspecto exhibe formas geométricas similares a los de la arquitectura georgiana. En conjunto con las construcciones aledañas conforma un frente continuo que constituye uno de los rasgos propios del paisaje urbano del Iquique salitrero. Ambos pisos tienen ventanas rectangulares de guillotina seriadas.
En el edificio se reúnen elementos típicos que caracterizan a la arquitectura del período; sin embargo, presenta algunas singularidades que lo destacan. Tiene tres fachadas, ocupando el frente completo de la calle Aníbal Pinto y los ochavos de sus esquinas se muestran resaltados por amplios ventanales en el primer piso. El segundo piso, además, tiene en sus esquinas y parte central por calle Aníbal Pinto unos balcones de asomo con antepechos de herraje finamente ornamentados. El conjunto es consistente y equilibrado, dándole decisivo carácter a su entorno urbano.

### La restauración
La última restauración del inmueble es del año 2007 y ha estado a cargo del arquitecto don Luis Alberto Darraidou. Dado el carácter de Monumento nacional que enseña el edificio, el trabajo de restauración ha sido cuidadosamente planificado para rescatar todos los elementos arquitectónicos de este singular edificio, conservando su estructura, fachada, ornamentos y lo máximo posible su distribución interior. Todo ello, para compatibilizar el respeto de la arquitectura original del inmueble con las futuras oficinas administrativas y comerciales del servicio sanitario de la ciudad.
El material implementado en el edificio es principalmente madera. En el proceso de restauración se añadieron perfiles de fierro, una batería de pilares y vigas, que junto a cajas estructuradas en tabiques de madera, conforman los sistemas estructurales del edificio. En general, el arquitecto y la empresa han apostado por maximizar el rescate y preservación de todos los elementos propios del edificio, de forma que este siga funcionando con su apariencia original.